# Sailing the Seas of Cheese
Sailing the Seas of Cheese is het tweede album van de Amerikaanse band Primus, uitgebracht in 1991.
Sailing the Seas of Cheese was het doorbraakalbum voor Primus, met de singles "Jerry Was a Race Car Driver", "Tommy the Cat" en "Those Damned Blue Collar Tweekers". 

## Nummers
1. Seas of Cheese - 0:42
2. Here Come the Bastards - 2:55
3. Sgt. Baker - 4:16
4. American Life - 4:32
5. Jerry Was a Race Car Driver - 3:11
6. Eleven - 4:19
7. Is It Luck? - 3:27
8. Grandad's Little Ditty - 0:37
9. Tommy the Cat - 4:15
10. Sathington Waltz - 1:42
11. Those Damned Blue Collar Tweekers - 5:20
12. Fish On (Fisherman Chronicles, Chapter II) - 7:45
13. Los Bastardos - 2:39

## Muzikanten
- Les Claypool - zang, basgitaar, contrabas, fretloze basgitaar, klarinet
- Larry LaLonde - elektrische gitaar, 6-snarige banjo
- Tim Alexander - drums